# باتريك همينغوي
باتريك همينغواي (بالإنجليزية: Patrick Hemingway)‏ هو كاتب أمريكي، ولد في 28 يونيو 1928 في كانساس سيتي في الولايات المتحدة.